# Cryptochloris
Cryptochloris és un gènere de talps daurats endèmics de Sud-àfrica. El grup conté les espècies següents:
- Talp daurat de De Winton (Cryptochloris wintoni)
- Talp daurat de Van Zyl (Cryptochloris zyli)

Tal com indica el seu nom vulgar, tenen una fesomia similar a la dels talps.